# セオドア・コーエン
セオドア・コーエン（Theodore Cohen、1918年5月31日 - 1983年12月21日）は、アメリカ合衆国の労働経済学者、実業家である。連合国最高司令官総司令部（GHQ）経済科学局労働課長を務めた。

## 経歴・人物

### 来日前
ニューヨーク生まれ。ニューヨーク市立大学で社会学を学ぶ。卒業後、同大学で歴史学の教鞭を執りながら、コロンビア大学大学院で学び日本の労働運動に関する修士論文を書いている。後にアメリカ国務省に入り、戦略諜報局（OSS）員や外国経済局（FEA）の日本担当主任を務めた。第二次世界大戦終結の一ヶ月前である1945年（昭和20年）の7月までに日本占領のための「民政ガイド」の起案を任され、上司であるFEA課長・アーヴィング・ブラウンとともに完成させている。その年の9月から12月までは陸軍省に移籍し付属する訓練所の顧問を務めた。

### 日本での活動
翌1946年（昭和21年）1月からは連合国軍最高司令官総司令部（GHQ）経済科学局の第2代労働係長として来日した。現在の「労働三法」と呼ばれる2つである労働関係調整法、労働基準法の制定や労働省（現・厚生労働省）の創設に携わったりする等、日本における労働の革新に貢献した。また、白洲次郎の斡旋により、第二次読売新聞争議においては当時同じGHQに勤めていたフレイン・ベーカーらと共に社員が労働の行政から追放させる等、労働の民主主義を唱えた。後に日本人女性と結婚し、1947年（昭和22年）から1950年（昭和25年）の退役までは、同司令部経済科学長であったウィリアム・マーカットの経済顧問や為替レート決定特別委員会議長を歴任した。

### 帰国後
離日帰国後は、国際連合アジア極東経済委員会（現・アジア太平洋経済社会委員会）でのアメリカ合衆国代表として委員を務めた。軍から退任後はカナダで商業会社の副社長や支配人を務めた。後にメキシコ政府の経済顧問となった。

## 文献
- 『日本占領革命　GHQからの証言』大前正臣訳、TBSブリタニカ（上下）、1984年。著書
- 『証言日本占領史　GHQ労働課の群像』竹前栄治編著、岩波書店、1983年
  - 増補改訂版『GHQ労働課の人と政策』エムティ出版、1991年。回想を収録